# ブライアン・マックリーン
ブライアン・ストゥアート・マックリーン（英語: Brian Stuart McLean、1985年2月28日 - ）は、北アイルランドとスコットランドの元サッカー選手、サッカー指導者。元北アイルランド代表。現役時代のポジションはDFで主にCBを務めるが、両SBもこなす事が出来る。
2006年3月にスコティッシュ・プレミアリーグ月間若手選手賞を受賞する活躍をしたが、スコットランドU-17代表として出場していた事をアイリッシュ・フットボール・アソシエーションが把握せず、彼の21歳の誕生日を待たずして北アイルランド代表として出場させてしまったため、それ以降の代表出場を果たす事が出来なくなった不幸な選手である。

## クラブ歴
スコットランドのサウス・ラナークシャーにあるラザーグレン出身で、レンジャーズFCのユースに在籍した。そのままトップチームに昇格したものの出番は無く、マザーウェルFCに2005-06シーズンにレンタル移籍した。そのレンタル移籍中の2006年3月にはスコティッシュ・プレミアリーグの月間若手選手賞を受賞した。翌4月にはこの活躍によってマザーウェルFCに完全移籍を果たした。
2008年7月18日にはプレシーズンの親善試合でルーマニアのCFRクルジュと戦ったが、その時にアルゼンチン人のストライカーであるディエゴ・アレハンドロ・ルイス・シェクナーのタックルを受け膝に大怪我を負った。その後2009年3月28日の2-1で勝利したインヴァネス・カレドニアン・シッスルFC戦まで復帰とならなかった。
2009年7月1日には2年契約でスコティッシュ・プレミアリーグのフォルカークFCに移籍した。エディー・メイ監督が初めて契約した選手となったが、2010年にクラブはスコティッシュ・フットボールリーグ・ファースト・ディヴィジョンに降格した。2010-11シーズンが終わると彼は同チームを退団した。
その後、トライアルを経て2011年8月2日にイングランドのフットボールリーグ1に所属するプレストン・ノースエンドFCと2年契約を交わした。このクラブでの初得点となったのはノッツ・カウンティFC戦で、ポール・ペリーのコーナーキックをヘディングで合わせての得点であった。2012年5月に移籍リスト入りとなった。
2012年6月14日には2年契約でダンディー・ユナイテッドFCに移籍した。2013年7月25日には、お互いの合意の下にダンディー・ユナイテッドFCを離れると発表され、同月30日にロス・カウンティFCへと移籍した。2013-14シーズンが終わるとロス・カウンティFCを退団した。
2015年2月16日にはSリーグに所属するブルネイDPMM FCへ移籍した。Sリーグでの初得点は同年4月4日に行われたホウガン・ユナイテッドFC戦であった。Sリーグ初年度からチームは同リーグを制覇した。
2016シーズン終了後にブルネイDPMM FCを退団し、ハイバーニアンFC、ÍBヴェストマンナエイヤを経て2018年に再びブルネイDPMM FCに加入した。
2019年3月、ダンバートンFCに移籍した。
2019年7月、グリノック・モートンFCに加入した。
2022年、クライドFCに移籍した。2023年に現役を引退し、クライドFCの監督に就任した。

## 代表歴
スコットランドで生まれた彼であるが、家庭の関係上北アイルランド代表に選出される権利も持ち合わせていた。しかし、2002年に欧州サッカー連盟主催の大会でスコットランドU-17代表として出場したため、21歳の誕生日を迎える日まで北アイルランド代表として出場する権利は持ち合わせていなかった。不運な事にアイリッシュ・フットボール・アソシエーションの引き起こしたミスで彼は21歳の誕生日を迎える前に北アイルランド代表として出場してしまい、これによって代表として出場する権利を失ってしまった。

## 個人
父は元サッカー選手のスチュアート・マックリーン、兄はスコットランドサッカー協会に所属する審判のスティーブン・マックリーンである。

## 個人成績
2015年12月1日現在
| 国内大会個人成績 | 国内大会個人成績 | 国内大会個人成績 | 国内大会個人成績 | 国内大会個人成績 | 国内大会個人成績 | 国内大会個人成績 | 国内大会個人成績 | 国内大会個人成績 | 国内大会個人成績 | 国内大会個人成績 | 国内大会個人成績 |
| 年度             | クラブ           | 背番号           | リーグ           | リーグ戦         | リーグ戦         | リーグ杯         | リーグ杯         | オープン杯       | オープン杯       | 期間通算         | 期間通算         |
| 年度             | クラブ           | 背番号           | リーグ           | 出場             | 得点             | 出場             | 得点             | 出場             | 得点             | 出場             | 得点             |
| スコットランド   | スコットランド   | スコットランド   | スコットランド   | リーグ戦         | リーグ戦         | S・リーグ杯      | S・リーグ杯      | スコティッシュ杯 | スコティッシュ杯 | 期間通算         | 期間通算         |
| ---------------- | ---------------- | ---------------- | ---------------- | ---------------- | ---------------- | ---------------- | ---------------- | ---------------- | ---------------- | ---------------- | ---------------- |
| 2004-05          | レンジャーズ     |                  | SPL              | 0                | 0                | 0                | 0                | 0                | 0                | 0                | 0                |
| 2005-06          | レンジャーズ     |                  | SPL              | 0                | 0                | 0                | 0                | 0                | 0                | 0                | 0                |
| 2005-06          | マザーウェル     |                  | SPL              | 30               | 3                | 3                | 0                | 1                | 0                | 34               | 3                |
| 2006-07          | マザーウェル     |                  | SPL              | 4                | 0                | 0                | 0                | 0                | 0                | 4                | 0                |
| 2007-08          | マザーウェル     |                  | SPL              | 9                | 0                | 1                | 1                | 1                | 0                | 11               | 1                |
| 2008-09          | マザーウェル     |                  | SPL              | 12               | 2                | 0                | 0                | 0                | 0                | 12               | 2                |
| 2009-10          | フォルカーク     |                  | SPL              | 36               | 1                | 1                | 0                | 1                | 0                | 38               | 1                |
| 2010-11          | フォルカーク     |                  | SFL1             | 36               | 0                | 2                | 0                | 1                | 0                | 39               | 0                |
| イングランド     | イングランド     | イングランド     | イングランド     | リーグ戦         | リーグ戦         | FLカップ         | FLカップ         | FAカップ         | FAカップ         | 期間通算         | 期間通算         |
| 2011-12          | プレストン       |                  | FL1              | 16               | 1                | 1                | 0                | 0                | 0                | 17               | 1                |
| スコットランド   | スコットランド   | スコットランド   | スコットランド   | リーグ戦         | リーグ戦         | S・リーグ杯      | S・リーグ杯      | スコティッシュ杯 | スコティッシュ杯 | 期間通算         | 期間通算         |
| 2012-13          | ダンディーU      |                  | SPL              | 29               | 0                | 2                | 0                | 2                | 1                | 33               | 1                |
| 2013-14          | ロス・カウンティ |                  | SPS              | 26               | 0                | 2                | 0                | 2                | 1                | 30               | 1                |
| シンガポール     | シンガポール     | シンガポール     | シンガポール     | リーグ戦         | リーグ戦         | リーグ杯         | リーグ杯         | シンガポール杯   | シンガポール杯   | 期間通算         | 期間通算         |
| 2015             | DPMM FC          | 5                | Sリーグ          | 24               | 2                | 3                | 1                | 5                | 1                | 32               | 4                |
| 通算             | スコットランド   | スコットランド   | SPL              | 115              | 12               | 7                | 1                | 5                | 0                | 127              | 13               |
| 通算             | スコットランド   | スコットランド   | SPS              | 26               | 0                | 2                | 0                | 2                | 1                | 30               | 1                |
| 通算             | スコットランド   | スコットランド   | SFL1             | 36               | 0                | 2                | 0                | 1                | 0                | 39               | 0                |
| 通算             | イングランド     | イングランド     | FL1              | 16               | 1                | 1                | 0                | 0                | 0                | 17               | 1                |
| 通算             | シンガポール     | シンガポール     | Sリーグ          | 24               | 2                | 3                | 1                | 5                | 1                | 32               | 4                |
| 総通算           | 総通算           | 総通算           | 総通算           | 217              | 11               | 15               | 2                | 13               | 2                | 243              | 15               |

## タイトル

### クラブ
DPMM FC
- Sリーグ: 2015

ÍBヴェストマンナエイヤ
- アイスランド・カップ: 2017

### 個人
- スコティッシュ・プレミアリーグ月間若手選手賞: 2006年3月